# 워너 브라더스 스튜디오 투어 런던 – 더 메이킹 오브 해리 포터

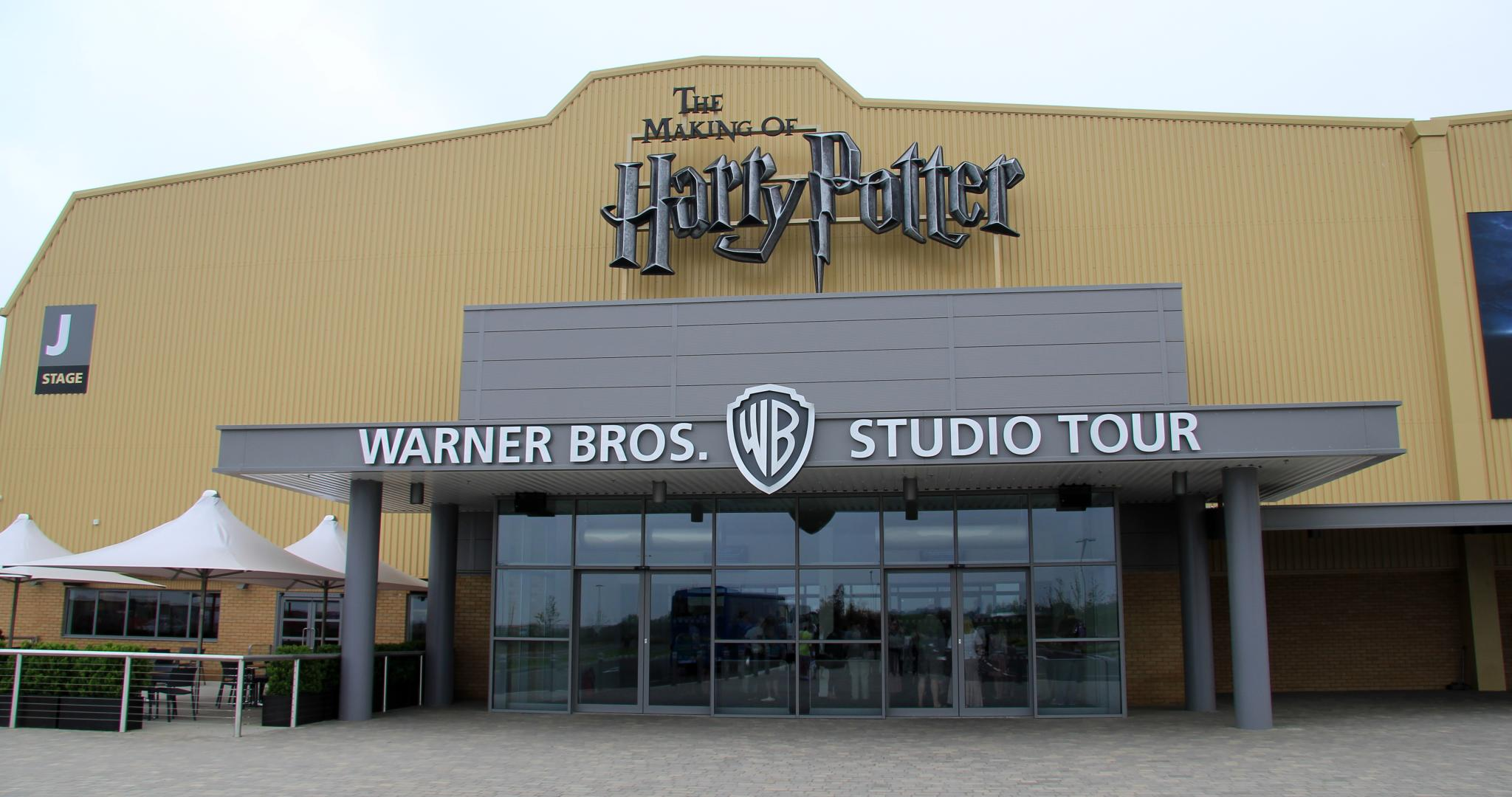
스튜디오 투어 입구

워너 브라더스 스튜디오 투어 런던 - 더 메이킹 오브 해리 포터(영어: Warner Bros. Studio Tour London – The Making of Harry Potter)는 잉글랜드 하트퍼드셔주 리브즈든에 있는 관광지이다. 워너 브라더스 스튜디오 리브즈든에 위치하고 있으며, 《해리 포터》 영화 시리즈를 테마로 하고 있다.
워너 브라더스 스튜디오 투어 런던은 세계에서 유일하게 영구적인 영화 제작 장소로, 2012년에 일반인에게 공개되었다. 각 투어 세션은 일반적으로 3시간 소요된다.

## 같이 보기
- 워너 브라더스 스튜디오 투어
- 워너 브라더스 스튜디오 리브즈든
- 위저딩 월드 오브 해리 포터
- 워너 브라더스